# Can Lloreda (Montagut i Oix)
Can Lloreda és una masia situada al municipi de Montagut i Oix, a la comarca catalana de la Garrotxa.